# Actinokentia
Actinokentia là một chi thực vật có hoa thuộc họ Arecaceae.